# Університет Каліфорнії у Сан-Франциско
Університет Каліфорнії у Сан-Франциско (англ. University of California, San Francisco; скорочення UCSF) — громадський дослідницький університет в США, один з 10 кампусів Університету Каліфорнії. Розташований в місті Сан-Франциско, Каліфорнія й повністю підготовкою спеціалістів з охорони здоров'я.
Медичний центр Університету Каліфорнії входить в десятку кращих клінік США за версією видання U.S. News & World Report. В університеті успішно проводять операції з трансплантації нирок і печінки, працює відділення радіології, нейрохірургії, неврології, онкології, офтальмології, генної терапії, жіночого здоров'я, хірургія плоду, педіатрії та терапії.